# Expresident Roosevelts Ankomst til København
Roosevelt i Danmark er en dansk dokumentarisk stumfilm fra 1910 med ukendt instruktør.
Theodore Roosevelt (1858-1919) var amerikansk præsident 1901-1909. Besøget fandt sted i maj 1910. Roosevelt var på vej til Norge for at modtage Nobels Fredspris, som han allerede i 1906 fik for sin indsats for at afslutte Den russisk-japanske krig.

## Handling
Stor menneskemængde i Københavns gader, især omkring National Scala og den gamle banegård, for at modtage den amerikanske ekspræsident Theodore Roosevelt. Han modtages af kronprins Christian og sammen kører de i åben karet gennem byen. Modtagelsen og kørsel over Amalienborg slotsplads. Præsidenten besøger Frederiksborg slot og Kronborg Slot. Roosevelt og andre går ombord på damper og sejler ud på Øresund.